# 大诵经仪典
大诵经仪典指大规模集体诵经仪典，一般在能容纳千人的大经堂内举行。
在集体诵经仪典上，寺院数千名喇嘛盘腿坐在卡垫上。经堂前方正中的两个位置上，居前座的是寺院法台或寺院众学院的总堪布；居后位而座位更高者，是寺院的寺主大活佛。